# ニコラス・クーケバッケル
ニコラス・クーケバッケル（Nicolaes CoeckebackerまたはCouckebacker）は、オランダ東インド会社平戸商館の第7代商館長。1633年から1638年までその職にあった。
クーケバッケルが来日する前、前商館長のコルネリス・ファン・ナイエンローデとバタヴィアの使節ウィレム・ヤンセンにより、タイオワン事件の余波による日蘭の貿易中止は4年ぶりに解決されていた。しかしながら、事件のオランダ側当事者であるピーテル・ノイツは人質として日本に抑留されており、この解放はクーケバッケルに課された課題であった。結局ノイツは、1636年にクーケバッケルの代わりにフランソワ・カロンが参府し、将軍徳川家光に拝礼した際に解放されている。これは、平戸藩藩主にノイツの解放を頼まれていた老中の酒井忠勝の口添えによるものであった。
1637年（寛永14年）に天草四郎に率いられたキリシタン一揆である島原の乱が発生した時、クーケバッケルはまず長崎代官の末次茂貞（タイオワン事件の末次平蔵政直の息子）に手紙を送り、彼を通して長崎奉行に乱の鎮圧の協力を申し出た。しかし、茂貞はその申し出が遅かったとして、使者として訪れた当時の商館次席フランソワ・カロンを非難した。しかしながら、松平信綱はクーケバッケルに海上からの砲撃を依頼する。クーケバッケルは、砲5門を船から陸揚げして幕府に提供した。さらに、1638年2月24日から2週間にわたり、原城に立てこもった一揆軍を、デ・ライプ号から砲撃した。しかし砲撃の目立った効果も見られず、また外国人の助けを受ける事への批判が高まったため、3月12日信綱は砲撃を中止させた。この島原の乱への参加は、クーケバッケルの日記によると、気が進まずまた効果も少なかった 。実際、幕府はカノン砲による直射の効果に満足せず、後にカロンに対し、曲射が可能な臼砲の作成を依頼している。ただ、クーケバッケルが幕府側へ戦力を提供したことは、反乱軍へ与したと見られて追放されたポルトガル商館に対し、少なくともオランダは幕府に逆らう意思はないものとみなされ、オランダ商館は幕府の海外事情の情報源としての価値から安政5年7月10日（1858年8月18日）の日蘭修好通商条約締結まで存在することとなった。
1640年、クーケバッケルはベトナムの鄭氏政権との交渉を試みたが失敗に終わっている。
クーケバッケルは「トンキン旅行と台湾のタイオワンの会社組織の査察に関する報告書」を書いている。オランダ帰国後、故郷のデルフトで市の評議員を勤めた。
クーケバッケルは部下で次席商館員であり、滞在年数が長く日本の事情に通じたカロンと良好な関係にあり、カロンに次の商館長を委ねている。